# Scythris rubioi
Scythris rubioi is een vlinder uit de familie dikkopmotten (Scythrididae). De wetenschappelijke naam is voor het eerst geldig gepubliceerd in 1962 door Agenjo.
De soort komt voor in Europa.